# Полет
 Тази статия е за процеса на летене.  За филма вижте Полет (филм).  
Полет, летене или летеж е процес, при който един обект се движи през атмосферата (въздух в случай за Земята) или извън нея (например в случай на космически полет) без да се докосва до друга повърхност. Това може да бъде постигнато, чрез аеродинамично издигане, движеща тяга, аеростатична плаваемост или с балистично движение.
Много неща летят, от естествени авиатори като птици, прилепи и насекоми до човешки изобретения, като снаряди, самолети, хеликоптери, балони, ракети и космически кораби.

## История
Много човешки култури са построили устройства, които летят, като например най-ранните снаряди като камъни и копия, или бумеранга, летящите фенери и хвърчилата.

## Други
На полета е наречена улица във вилна зона „Горна баня“ в София (Карта).